# Gmina Gvozd
Gmina Gvozd (chorw. Općina Gvozd) – gmina w Chorwacji, w żupanii sisacko-moslawińskiej. W 2011 roku liczyła  2970 mieszkańców.